# Luka Racic
Luka Racic (Greve Strand, Región de Selandia, Dinamarca, 8 de mayo de 1999) es un futbolista danés. Juega de defensa y su equipo es el Rosenborg Ballklub de la Eliteserien.

## Trayectoria
Formado en las inferiores del F. C. Copenhagen, fue promovido al primer equipo en la temporada 2016-17. Dejó el club en 2018 sin debutar.
El 5 de julio de 2018 fichó por el Brentford F. C. de Inglaterra por dos años. Tras ser parte del equipo B, renovó contrato con el club en octubre de 2019 por cuatro años y fue ascendido al primer equipo.
El 21 de agosto de 2020 fue enviado a préstamo al Northampton Town F. C. de la League One.
El 31 de enero de 2022 regresó a préstamo a Dinamarca y se unió al HB Køge por el resto de la temporada. La siguiente fue el SønderjyskE quien logró hacerse con su cesión.

## Selección nacional
Racic fue parte de las categorías inferiores de Dinamarca desde la sub-16 hasta la sub-21. Fue incluido en el equipo que disputó el Campeonato Europeo Sub-17 de la UEFA 2016.

## Estadísticas
Actualizado al último partido disputado al 10 de noviembre de 2024.
| Club                              | Div.          | Temporada     | Liga  | Liga  | Copas nacionales | Copas nacionales | Total | Total |
| Club                              | Div.          | Temporada     | Part. | Goles | Part.            | Goles            | Part. | Goles |
| --------------------------------- | ------------- | ------------- | ----- | ----- | ---------------- | ---------------- | ----- | ----- |
| Brentford F. C. Inglaterra        | 2.ª           | 2018-19       | 2     | 0     | 0                | 0                | 2     | 0     |
| Brentford F. C. Inglaterra        | 2.ª           | 2019-20       | 4     | 1     | 3                | 0                | 7     | 1     |
| Brentford F. C. Inglaterra        | Total club    | Total club    | 6     | 1     | 3                | 0                | 9     | 1     |
| Northampton Town F. C. Inglaterra | 3.ª           | 2020-21       | 6     | 0     | 4                | 0                | 10    | 0     |
| Northampton Town F. C. Inglaterra | Total club    | Total club    | 6     | 0     | 4                | 0                | 10    | 0     |
| HB Køge Dinamarca                 | 2.ª           | 2021-22       | 14    | 2     | —                | —                | 14    | 2     |
| HB Køge Dinamarca                 | Total club    | Total club    | 14    | 2     | 0                | 0                | 14    | 2     |
| SønderjyskE Dinamarca             | 2.ª           | 2022-23       | 25    | 2     | 1                | 0                | 26    | 2     |
| SønderjyskE Dinamarca             | Total club    | Total club    | 25    | 2     | 1                | 0                | 26    | 2     |
| N. K. Slaven Belupo · Croacia     | 1.ª           | 2023-24       | 9     | 0     | 2                | 0                | 11    | 0     |
| N. K. Slaven Belupo · Croacia     | Total club    | Total club    | 9     | 0     | 2                | 0                | 11    | 0     |
| Volos F. C. · Grecia              | 1.ª           | 2023-24       | 7     | 0     | 1                | 0                | 8     | 0     |
| Volos F. C. · Grecia              | Total club    | Total club    | 7     | 0     | 1                | 0                | 8     | 0     |
| Rosenborg Ballklub · Noruega      | 1.ª           | 2024          | 7     | 0     | ―                | ―                | 7     | 0     |
| Rosenborg Ballklub · Noruega      | Total club    | Total club    | 7     | 0     | 0                | 0                | 7     | 0     |
| Total carrera                     | Total carrera | Total carrera | 74    | 5     | 11               | 0                | 85    | 5     |
| 1.                                |               |               |       |       |                  |                  |       |       |

## Vida personal
Nacido en Dinamarca, es descendiente montenegrino.